# Cruzado (moeda portuguesa)
Cruzado foi o nome de diversas moedas portuguesas que circularam entre os séculos XVI e XIX.

## História

### O Cruzado de ouro

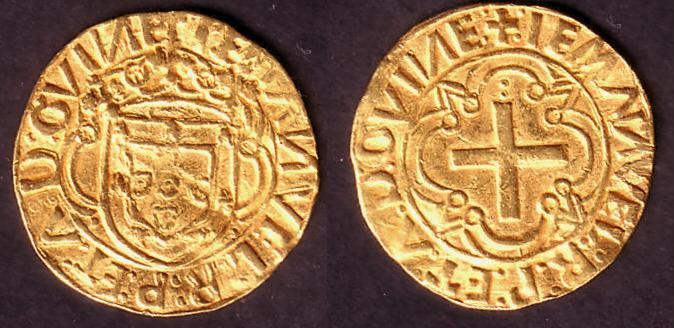
Cruzado de ouro cunhado no reinado de Manuel I de Portugal (1495-1521).

A primeira moeda desse nome foi cunhada por Afonso V de Portugal em 1457, assim chamada por apresentar uma cruz simples no seu reverso. Em ouro, com o peso de 989 milésimas, visava concorrer com os procurados ducados italianos, imprimindo-lhes maior toque. A cruz no reverso era parte da resposta do soberano ao apelo do Papa Calixto III naquele ano, para integrar a cruzada contra o Império Otomano e libertar Constantinopla. A morte do Papa, em 1458, levou ao abandono do projeto militar. A moeda, entretanto, lastreada no ouro que afluia a Portugal vindo da feitoria de Arguim, tornou-se a principal moeda comercial portuguesa durante mais de 80 anos, tendo boa aceitação tanto no mundo cristão como no muçulmano. 
No reinado de D. Afonso V, o cruzado de ouro valia 253 réis brancos; em 1472 passou para 324. Posteriormente, em 1489, no de D. João II, valia 380. Em 1496, no de Manuel I de Portugal, valia 390 réis brancos e, em 1517, 400. A sua cunhagem cessou em 1555.

### O Cruzado de prata

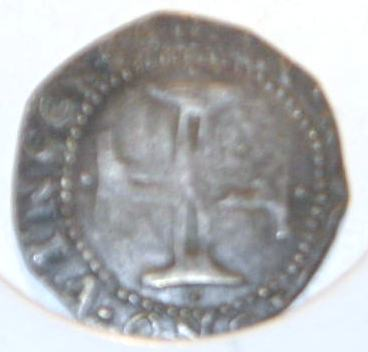
Exemplar de um Cruzado de prata.

No contexto da Restauração Portuguesa, D. João IV voltou a cunhá-lo em 1642, agora em prata.
Sob o reinado de D. Afonso VI, foi mandado cunhar pela Lei de 22 de março de 1663, com o peso depreciado em 25%, para dificultar a exportação da moeda de prata e para acudir às despesas de guerra. Com um peso de 17,9 gramas e um diâmetro de 37 mm, no anverso trazia a inscrição ALPHONSVS.VI.D.G.REX.PORTVGALI (“Afonso VI, pela graça de Deus, rei de Portugal”) e, no reverso, IN.HOC.SIGNO.VINCES (“Com este sinal vencerás”).
Sob a regência de D. Pedro II de Portugal, as moedas passaram a ser serrilhadas por cunhagem mecânica, visando evitar, com essa prática, que as moedas de ouro e prata fossem cerceadas. Pela Lei de 4 de agosto de 1688, o seu valor foi alterado para 480 réis.
Novas cunhagens foram promovidas pelo Príncipe-regente D. João em 1808, em 1816 (com erro “VINECS”), e em 1820.
O cruzado foi cunhado até à reforma de 1837 por Maria II de Portugal, quando foi adotado o sistema métrico decimal no país.